# Stereocyclops
Stereocyclops ist eine Amphibien-Gattung aus der Familie der Engmaulfrösche.

## Beschreibung
Die Pupillen sind rund. Die Zunge ist groß und hinten frei abhebbar. Gaumenzähne fehlen. Es ist eine kurze Querfalte auf der hinteren Hälfte des Gaumens vorhanden. Der vordere Teil der Bindehaut des Auges ist verknöchert, so dass ein harter Ring um die Hornhaut entsteht. Das Trommelfell ist unsichtbar. Finger und Zehen weisen keine Schwimmhäute auf. Praecoracoide sind vorhanden. Das Omosternum fehlt. Das Sternum ist knorpelig, stark verbreitert und in großer Ausdehnung mit den Coracoiden verbunden. Die Querfortsätze des Sacralwirbels sind ziemlich stark verbreitert.

## Vorkommen
Die Gattung kommt im östlichen Brasilien in der Mata Atlântica von Alagoas bis São Paulo  vor.

## Systematik
Die Gattung Stereocyclops wurde 1870 von Edward Drinker Cope erstbeschrieben. Sie umfasst 4 Arten:
Stand: 12. Oktober 2015
- Stereocyclops histrio (Carvalho, 1954)
- Stereocyclops incrassatus Cope, 1870
- Stereocyclops palmipes Caramaschi, Salles & Cruz, 2012
- Stereocyclops parkeri (Wettstein, 1934)